# Lincoln Boyhood National Memorial
Il Lincoln Boyhood National Memorial è un memoriale presidenziale degli Stati Uniti d'America, un National Historic Landmark di riferimento nell'antica Lincoln City (Indiana). Esso conserva il sito della fattoria in cui il giovane Abraham Lincoln visse con la sua famiglia a partire dal 1816 e fino al 1830. Durante quel periodo passò ad essere da un bambino di 7 anni ad un uomo di 21.
Sua madre, Nancy Hanks Lincoln, ed almeno altri 27 coloni furono sepolti qui in quello che è il Pioneer Cemetery; la sorella Sarah Lincoln Grigsby (morta 21enne nel 1829) venne invece sepolta nel vicino cimitero della Little Pigeon Baptist Church, dall'altra parte della strada nell'odierno Lincoln State Park. Incluso nel parco vi è anche la Lincoln Living Historical Farm.
La Lincoln Boyhood Home è stata innalzata al rango di distretto nazionale storico nel 1960 e nel 2005 il sito è stato visitato da 147.443 persone. Sul luogo si trova un centro per i visitatori, con un film di orientamento di 15 minuti il quale descrive il tempo vissuto dal futuro 16° Presidente degli Stati Uniti d'America nello Stato federato dell'Indiana, con aggiunta di esposizioni museali e sale commemorative.
Il sito si trova a circa dieci minuti di distanza rispetto alla Interstate 64 e nelle immediate vicinanze del nuovo itinerario U.S. Route 231, ribattezzato Abraham Lincoln Memorial Parkway in suo onore.

## Caratteristiche del memoriale

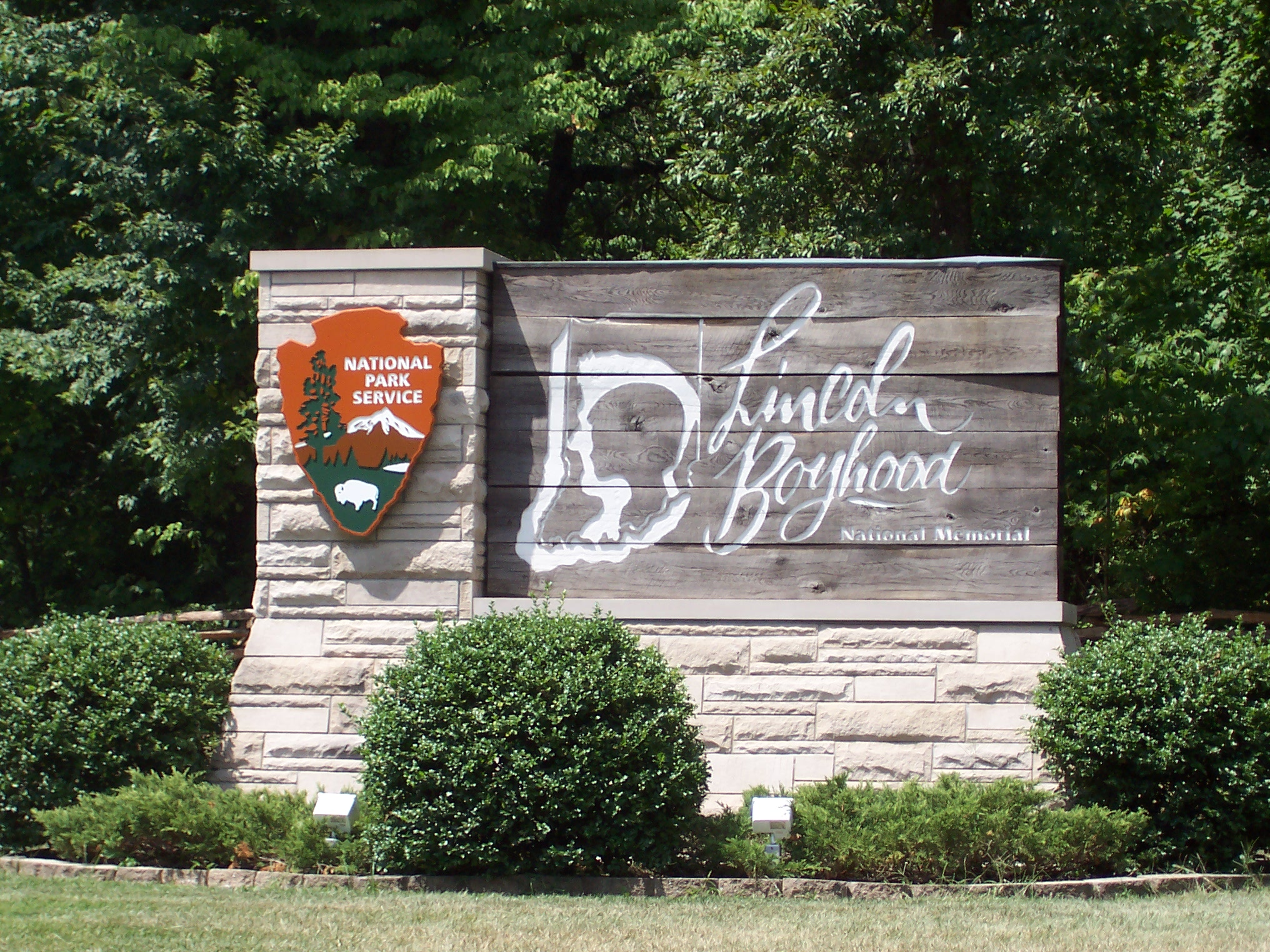
L'ingresso del sito.

### Edificio commemorativo
Il fulcro del memoriale è un edificio monumentale in concio di calcare a un piano completato nel 1945 che presenta cinque pannelli scolpiti raffiguranti diverse fasi della vita di Lincoln; possiede un piccolo teatro in cui si proietta un film di 16 minuti sulla vita del futuro presidente in Indiana. Il museo presenta diversi reperti e manufatti legati alla sua vita, che si trovano in una sala adiacente.
Una galleria privata mostra opere d'arte legate a Lincoln, tra cui numerosi ritratti e litografie della sua famiglia. Il parco contiene un ritratto ad olio della madre Nancy Hanks Lincoln, realizzato da un artista molto tempo dopo la sua morte. Una cappella e una sala riunioni possono essere affittate per matrimoni pubblici e altri raduni.

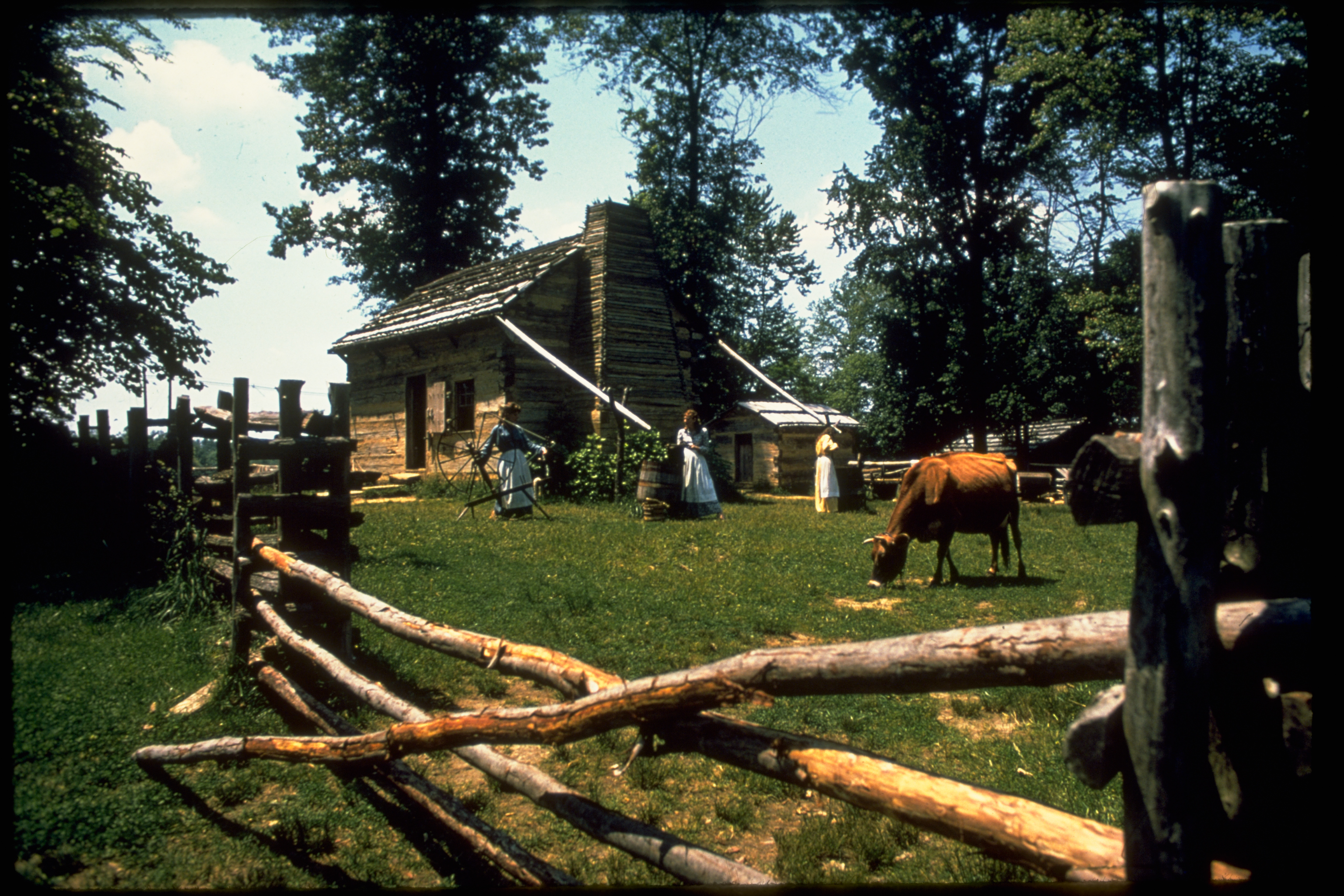
L'interno del sito.

### Fattoria storica
Nelle vicinanze si trova il sito della baita originale dei Lincoln; la base in pietra arenaria delinea chiaramente il confine della casa ed è visibile ai visitatori. Scoperto attraverso uno scavo archeologico professionale, viene conservato e protetto da un muro. A brevissima distanza si trova una replica dell'abitazione colonica.

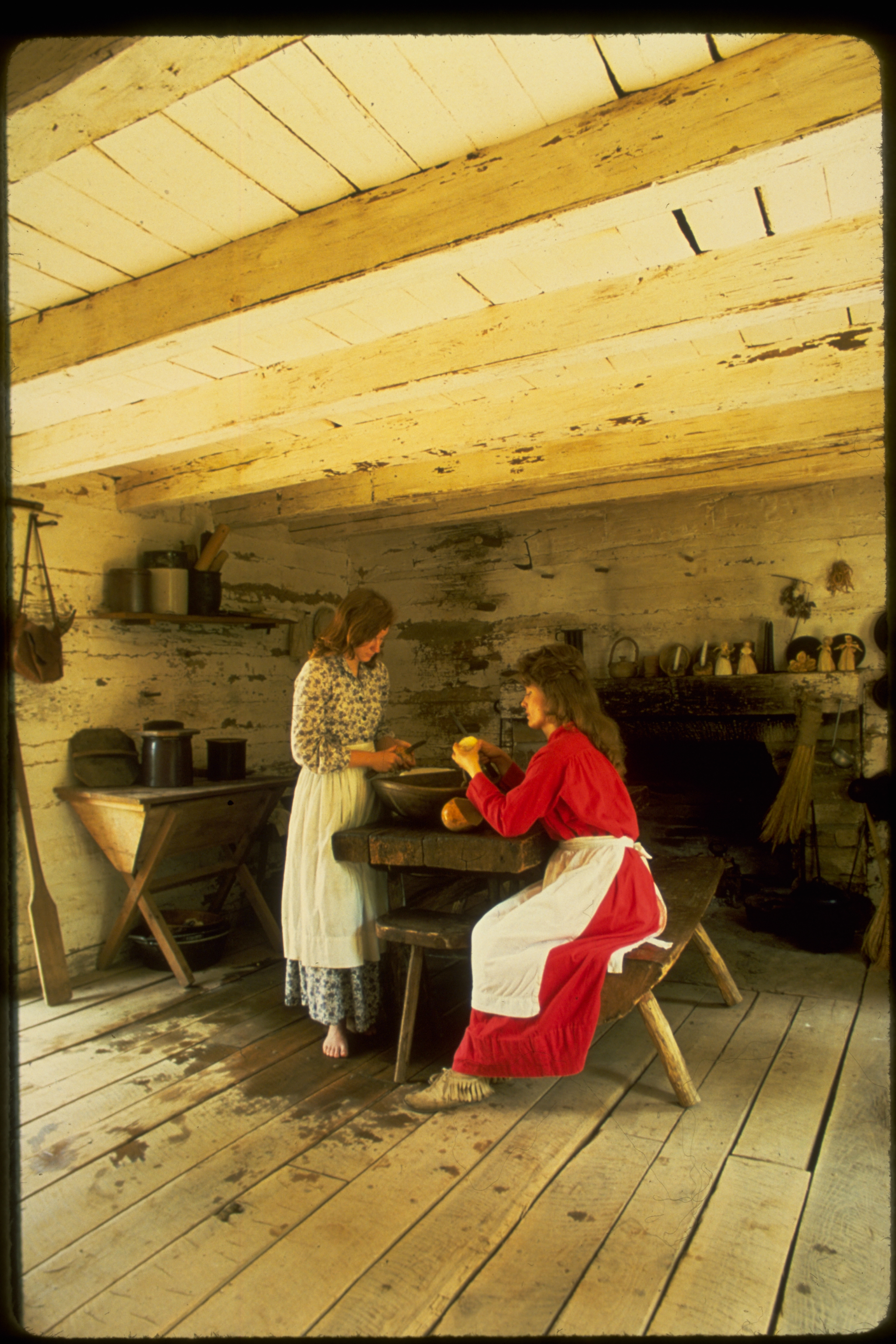
L'interno di una delle fattorie.

I guardaparco vestiti in abiti d'epoca lavorano la fattoria in stile anni 1820, rendendolo un sito di storia vivente. I visitatori possono parlare con loro, prendere lezioni e imparare di più sulle molte attività e oggetti della fattoria.
La Living Historical Farm è aperta stagionalmente, da metà primavera a inizio autunno; coltiva e produce raccolti, alleva bestiame e utilizza e mostra attrezzi agricoli storici.

## Storia

### Realizzazione del memoriale
Il sito attirò poca attenzione come collegamento al passato di Lincoln almeno fino al 1879, durante un periodo di maggiore attività sia nel Nord che nel Sud nella commemorazione successiva alla guerra di secessione americana.

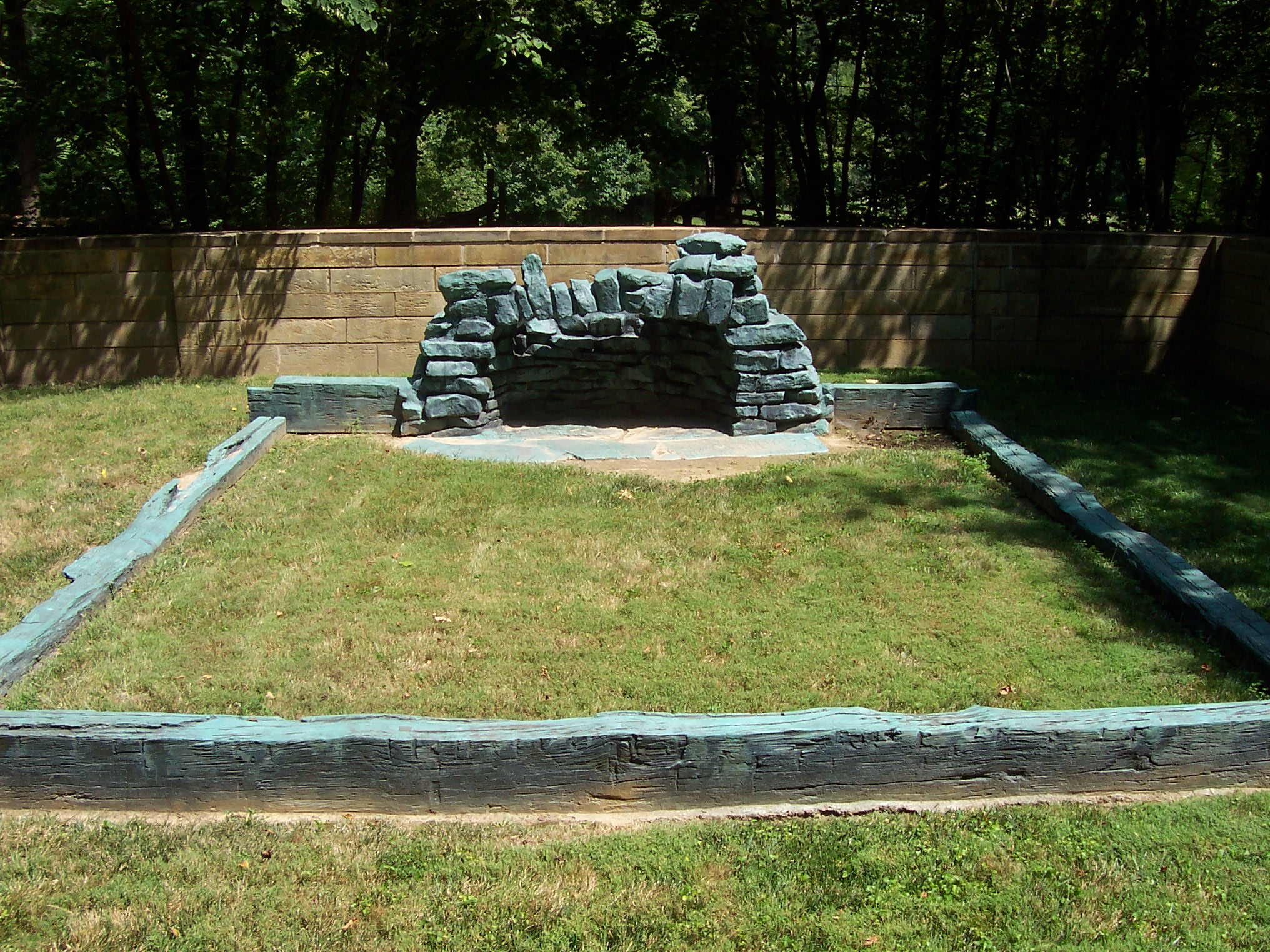
Le fondamenta della capanna Lincoln.

Quando i ricercatori individuarono la tomba di Nancy Hanks, Peter Evans Studebaker (della South Bend (Indiana) Studebaker Brothers Manufacturing Company) predispose una lapide da collocarvi.
Per i decenni seguenti i gruppi locali cercarono di ottenere un riconoscimento per il sito come luogo di importanza storica. Nel 1917 localizzarono le fondamenta della capanna di tronchi e la contrassegnarono ufficialmente il 28 di aprile.
Nel 1927 fu costituita l'Indiana Lincoln Union per raccogliere fondi e incoraggiare il sostegno necessario per la realizzazione di un memoriale che ricordasse gli anni di Lincoln passati nello stato di Hoosier.
Nel 1932 lo Stato stabilì l'adiacente Lincoln State Park per proteggere l'area e preservare il sito storico della fattoria; venne trasferito parte di quella zona al distretto commemorativo, compresa la tomba di Nancy Lincoln (e di altre 29 che vi furono trovate accanto), in quello che viene ai giorni nostri chiamato Pioneer Cemetery.

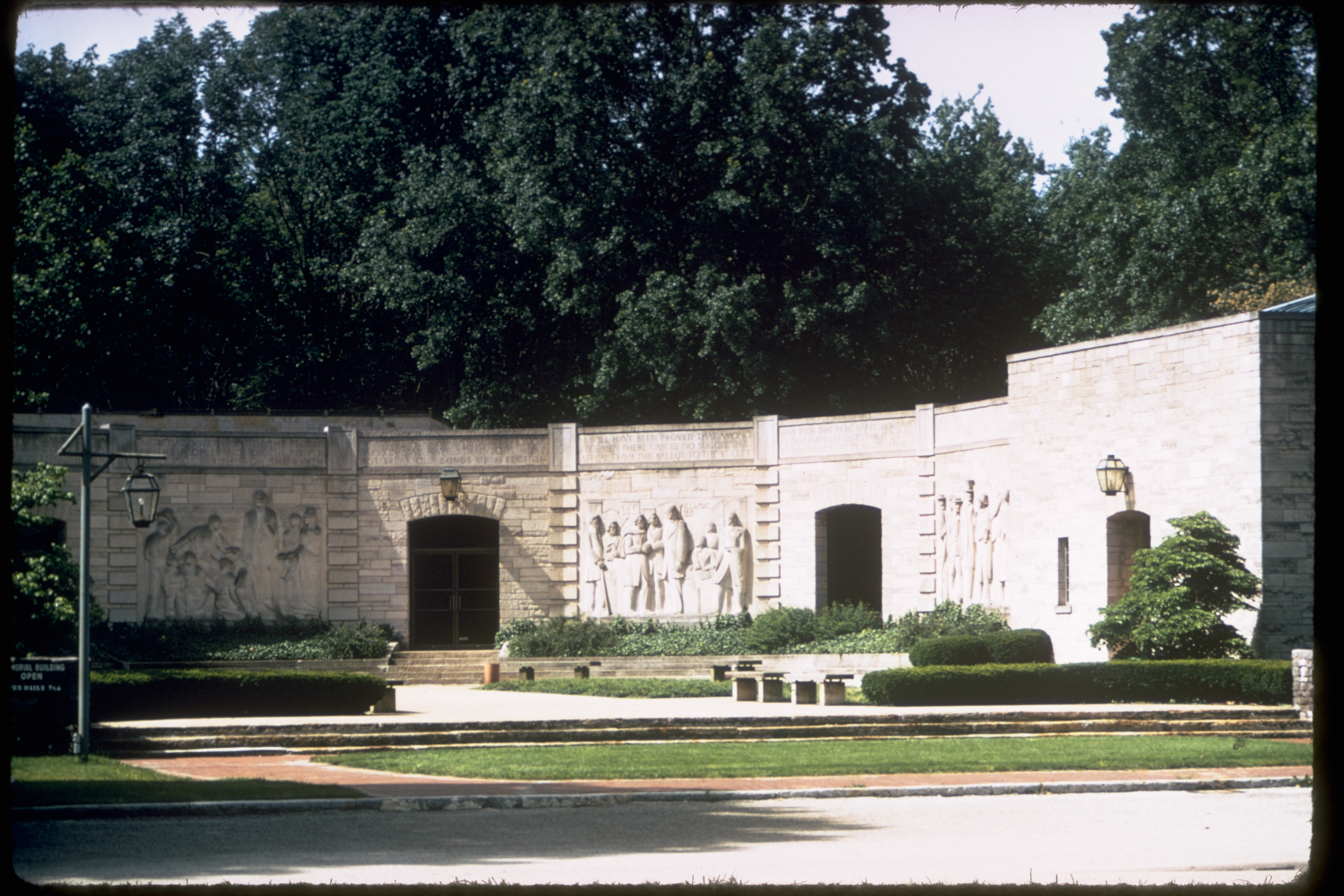
Il Memorial Building.

L'Union continuò a raccogliere fondi per migliorare il sito per tutti gli anni 1930 e 1940, durante la Grande depressione e la Seconda guerra mondiale. Completò la costruzione del Memorial Building nel 1944. Ha cinque pannelli in bassorilievo raffiguranti diversi periodi della vita di Lincoln, progettati dallo scultore Elmer Daniels.
Nel 1962 il parlamento dell'Indiana approvò la donazione di altri 114 acri (46 ha) al distretto e fu così creato il Lincoln Boyhood National Memorial. Il Congresso degli Stati Uniti d'America autorizzò il National Memorial il 19 febbraio del 1962, collocandolo sotto la gestione del National Park Service.
Il distretto commemorativo venne quindi inserito nel National Register of Historic Places a partire dal 15 ottobre del 1966. Nel 1968 l'NPS creò la "Living Historical Farm" dopo "meticolose ricerche" sul periodo, per aiutare i visitatori a comprendere meglio la vita di Lincoln, della sua famiglia e dei vicini durante gli anni di frontiera nell'area interessata.

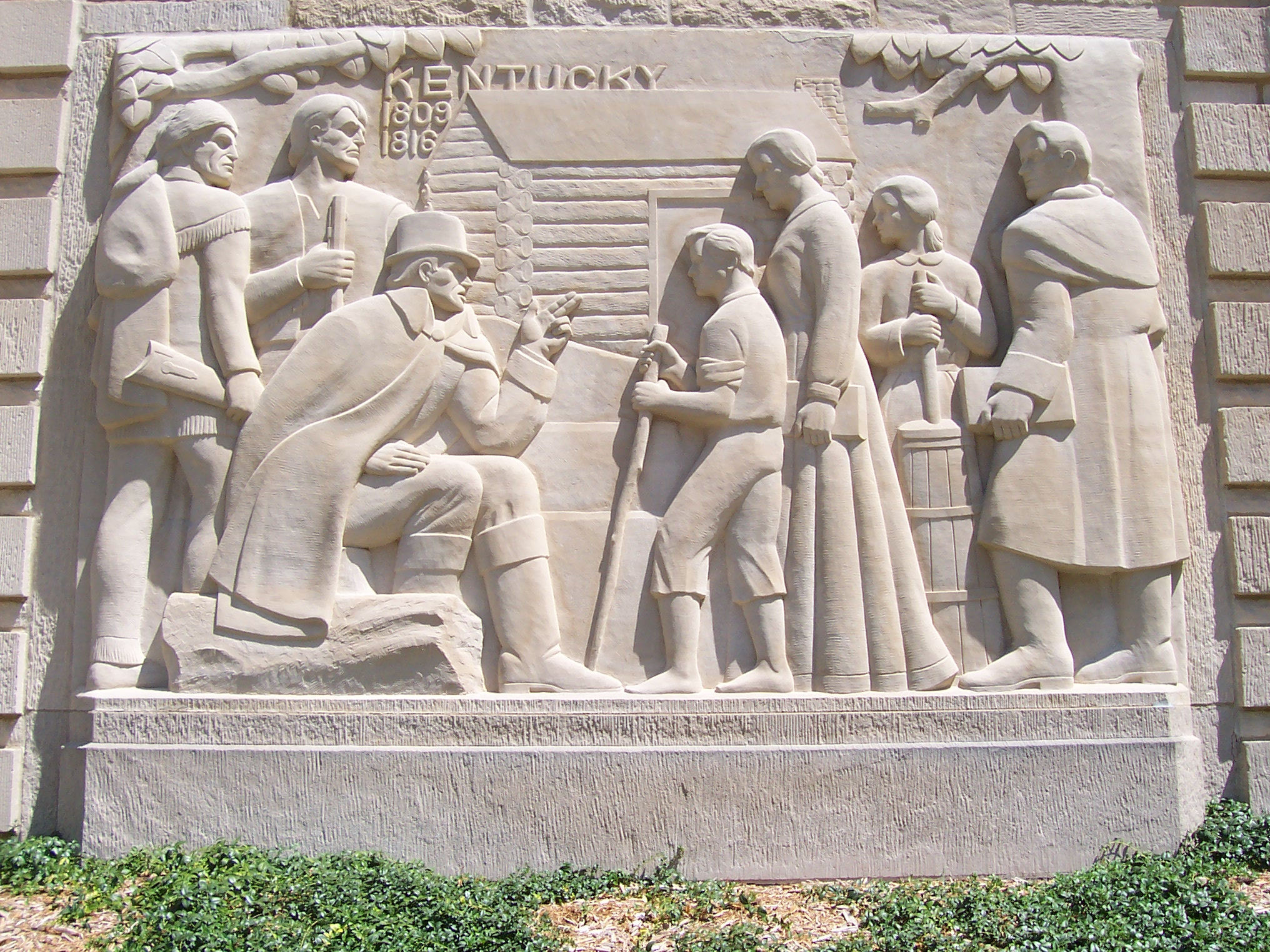
Particolare scultoreo.